# Кулеше (Підляське воєводство)
Кулеше (пол. Kulesze) — село в Польщі, у гміні Моньки Монецького повіту Підляського воєводства.
Населення — 417 осіб (2011).
У 1975-1998 роках село належало до Білостоцького воєводства.

## Демографія
Демографічна структура станом на 31 березня 2011 року:
|          | Загалом | Допрацездатний вік | Працездатний вік | Постпрацездатний вік |
| -------- | ------- | ------------------ | ---------------- | -------------------- |
| Чоловіки | 218     | 42                 | 135              | 41                   |
| Жінки    | 199     | 48                 | 102              | 49                   |
| Разом    | 417     | 90                 | 237              | 90                   |